# Parnahyba SC
Der Parnahyba Sport Club, in der Regel nur kurz Parnahyba genannt, ist ein Fußballverein aus Parnaíba im brasilianischen Bundesstaat Piauí.
Der Verein spielt in der Staatsmeisterschaft von Piauí.

## Erfolge
- Staatsmeisterschaft von Piauí: 2004, 2005, 2006, 2012, 2013
- Staatspokal von Piauí: 2015

## Stadion
Der Verein trägt seine Heimspiele im Estádio Pedro Alelaf in Parnaíba aus. Das Stadion hat ein Fassungsvermögen von 4700 Personen.

## Trainerchronik
| Trainer         | Nation    | von      | bis   |
| --------------- | --------- | -------- | ----- |
| Dejair Ferreira | Brasilien | 2021     |       |
| Higor César     | Brasilien | Mai 2021 | heute |